# 四牌楼 (广州)

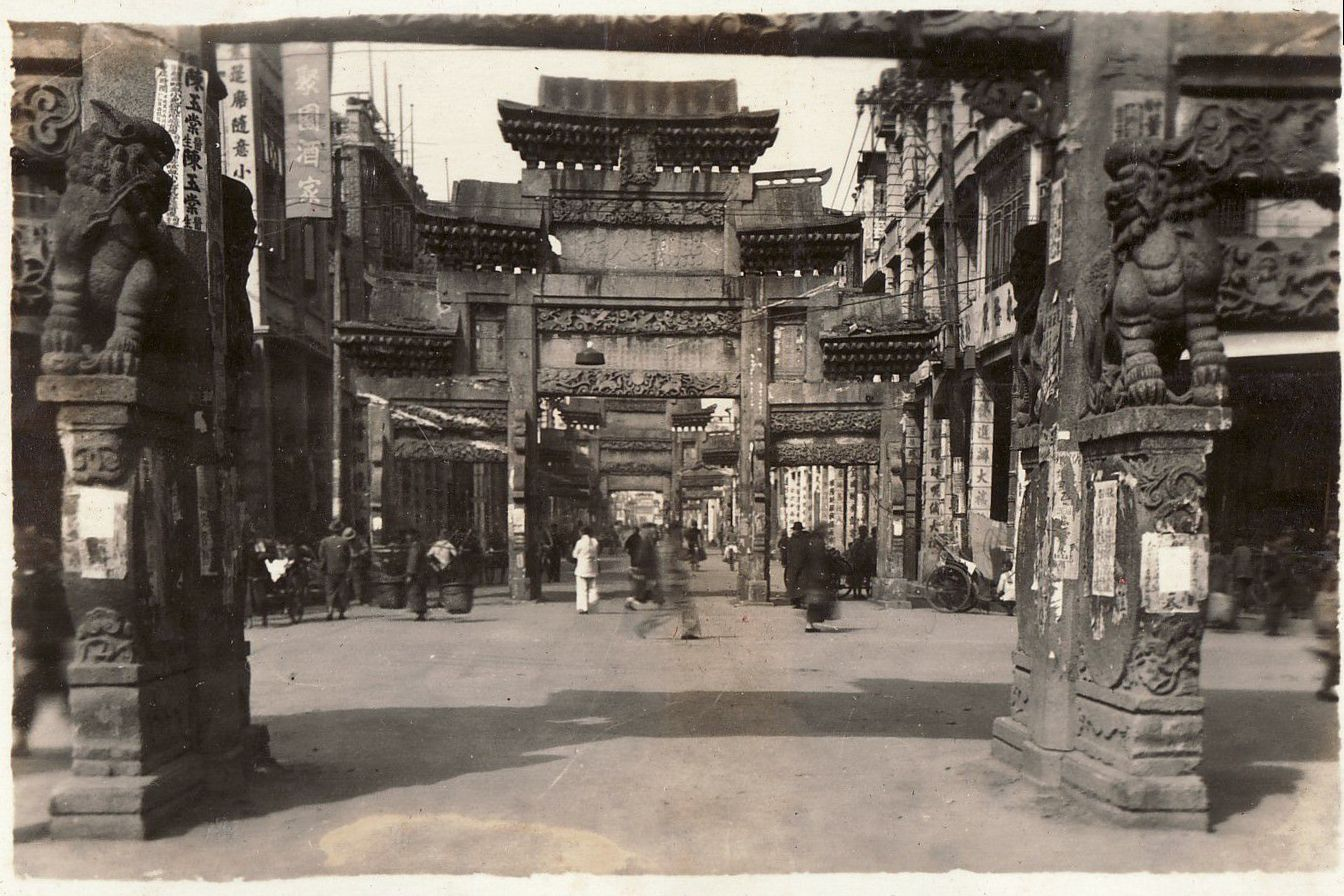
民國年間的四牌樓

廣州的四牌楼原位于越秀區解放中路一带。

## 歷史

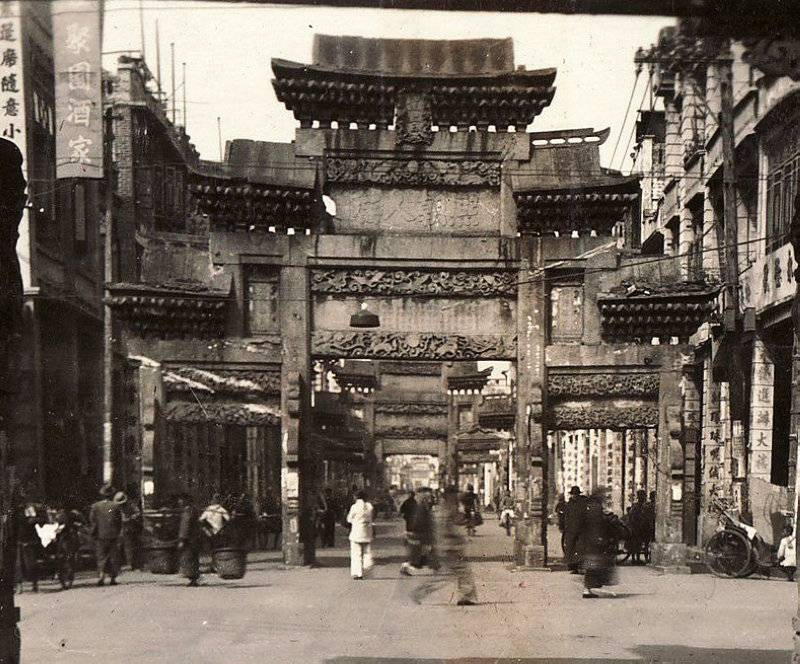
四牌樓

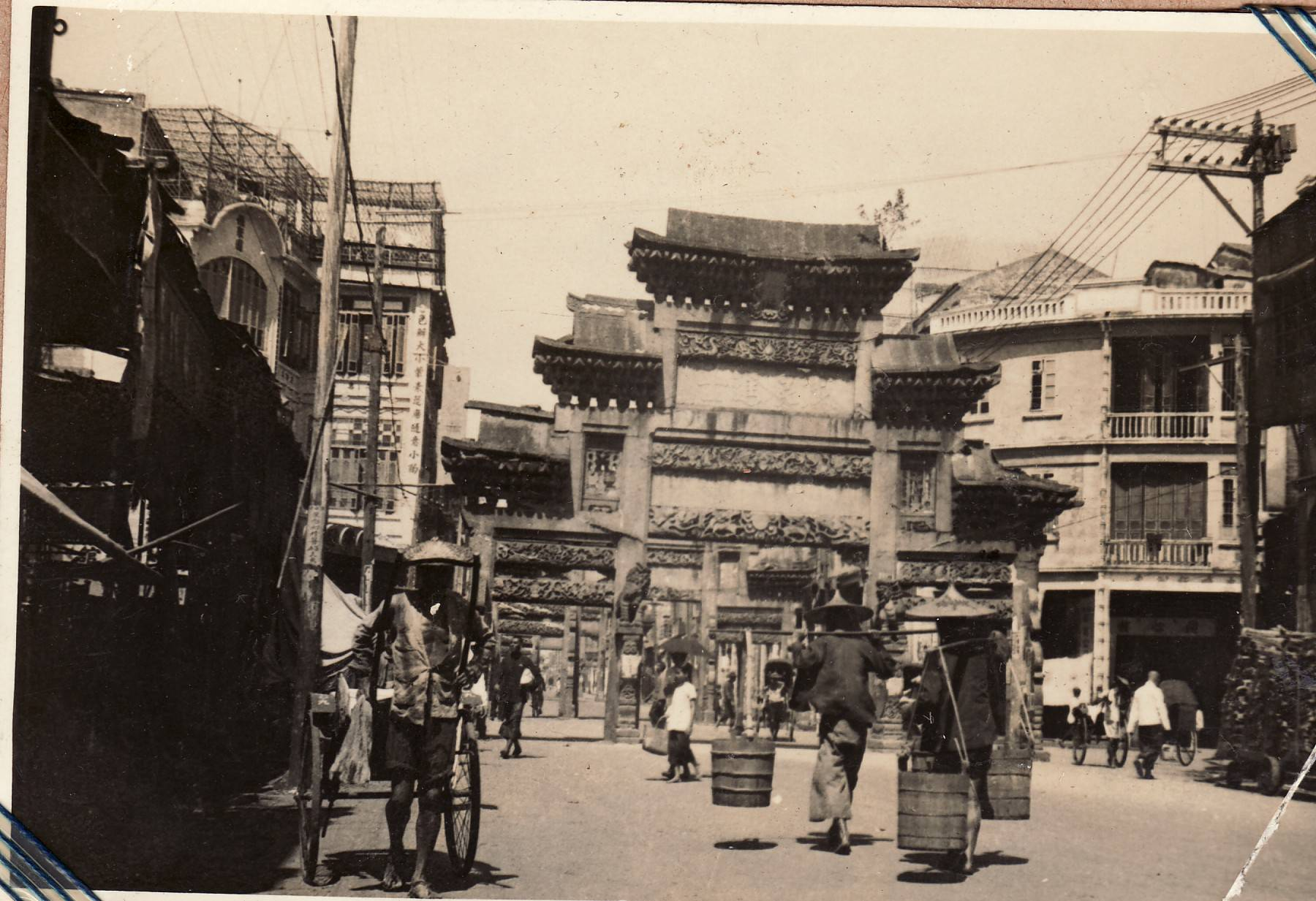
四牌樓

四牌樓起源於明嘉靖十三年（1534年），最早是指現解放中路口與朝天路口之間中山六路段周邊的四座木質牌坊：惠愛坊、忠賢坊、孝友坊、貞烈坊。惠愛坊紀念的是歷代自中原入粵的67位名宦；忠賢坊紀念的是廣東的49位鄉賢；孝友坊紀念的是廣東的54位仁者；貞烈坊紀念的是廣東的55位節婦。清朝時，四牌樓與廣東巡撫署彼此映襯，圈出一個大型商業街區，全稱是四牌樓市。其中每年正月初一至上元节期间，各店肆、民居悬挂各种的花灯“灯市”为著。
明末清初，明末嶺南三忠之一的陳邦彥在明朝滅亡後，仍然領兵抗清。清順治四年（1647年），清軍包圍陳邦彥駐守的清遠城，猛攻十日後其次子陳馨尹被殺，他本人肩中三刀後被擒，最終被押往四牌樓行刑。
1857年，第二次鴉片戰爭爆發，《廣州城坊志》對四座木牌坊的簡約記述是：「署廢，坊亦廢」。
忠賢街上原有十座牌坊，在戰事結束後僅存四座，分別為乙丑進士坊、承恩五代坊、奕世台光坊、戊辰進士坊，位置是惠愛路口（現中山路）至惠福路口一段。廣州人於是把忠賢街叫作四牌樓。這四座牌坊，也都是專門為紀念廣東籍的進士官宦而立。至清同治四年（1865年），盛世直臣牌坊從現在的倉邊路移到忠賢街，但廣州人仍然習慣稱該段馬路作四牌樓。
五座牌坊分別是：
1. 盛世直臣坊，為著名的海瑞立；[2]

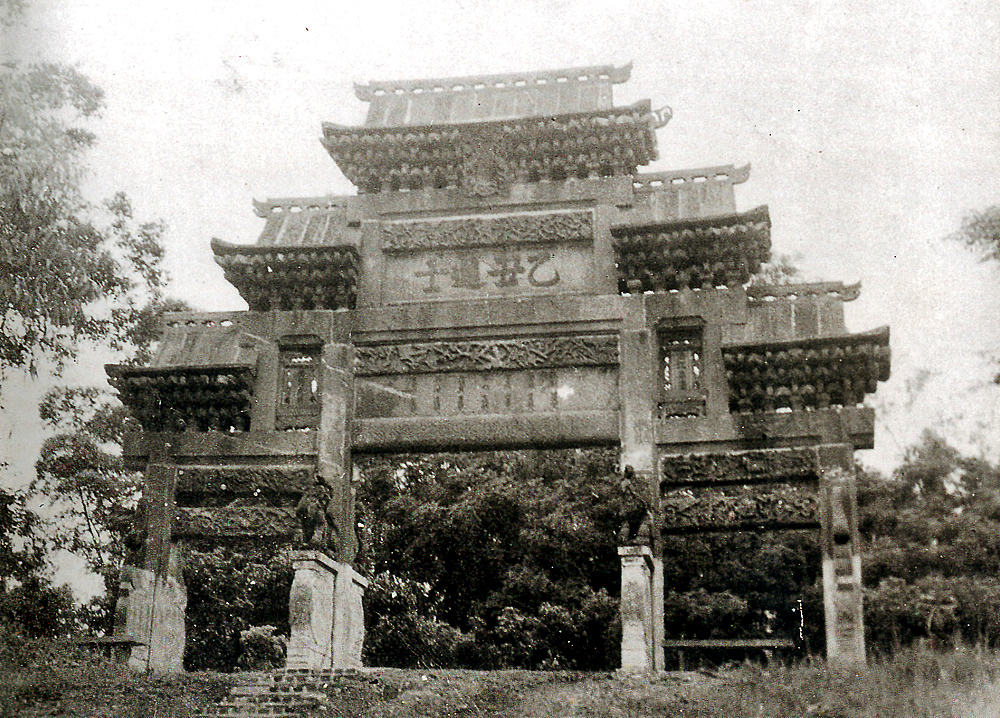
移動至私立嶺南大學不久後的乙丑進士坊，當時位於格蘭堂西側。

2. 乙丑進士坊，為李覺斯等7人立。李覺斯，東莞人，天啟五年（乙丑年，1625年）進士，官至任刑部尚書；[3]
3. 承恩五代坊，為何熊祥立。何熊祥，新會人，萬曆二十年（1592年）進士，官至南京吏部尚書；[4]
4. 奕世台光坊，為黃仕俊一家三代立。黃仕俊，順德人，萬曆三十年（1602年）狀元，官至文淵閣大學士；[5]
5. 戊辰進士坊，為梁衍泗等人立。梁衍泗，南海人，崇禎元年（戊辰年，1628年）進士，官至副都御史。[6]

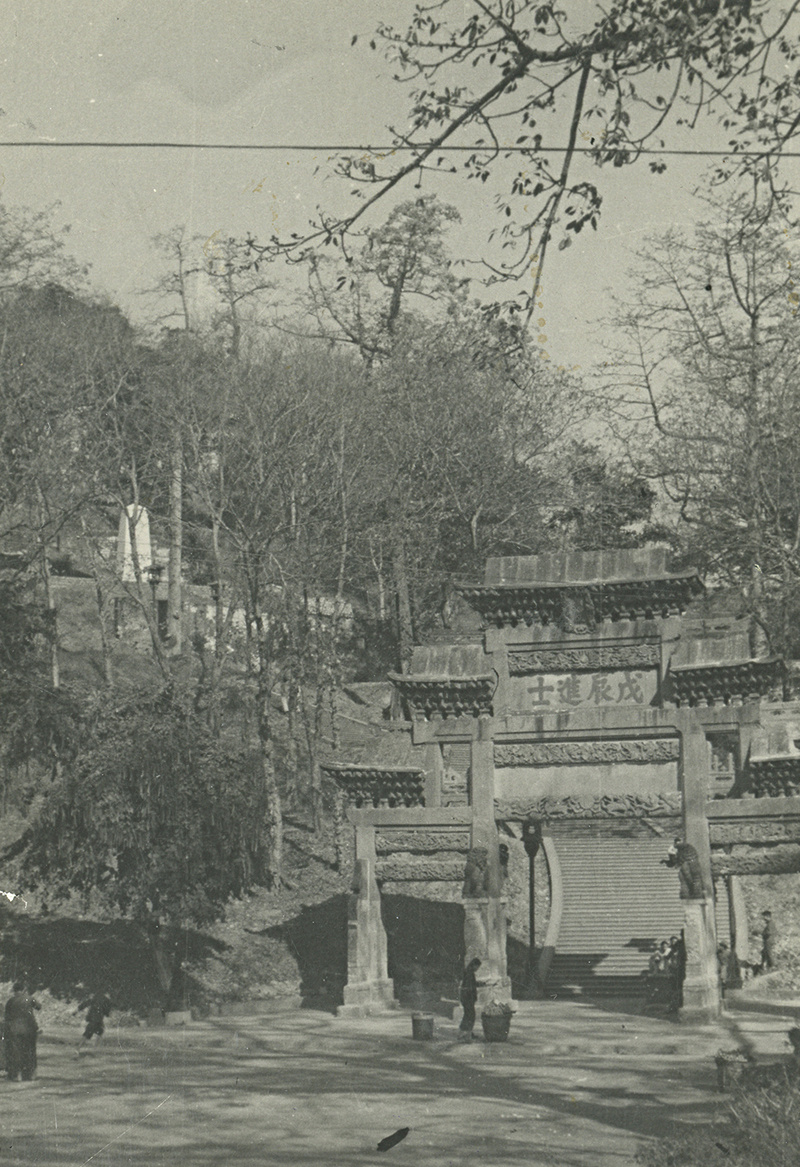
遷移至觀音山百步梯東的「戊辰進士」坊。

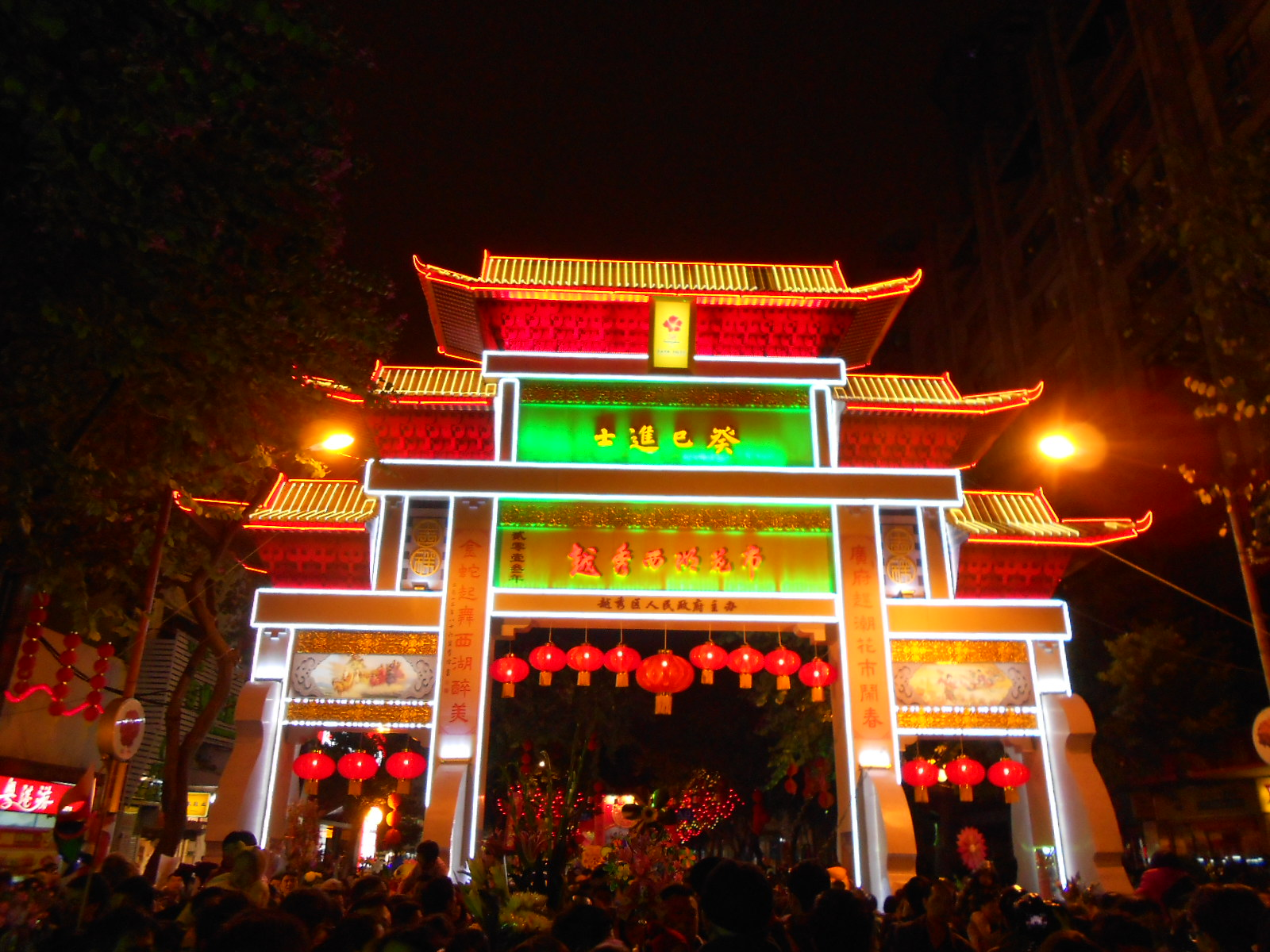
2013年的越秀西湖花市，門樓使用了四牌樓的造型。

中華民國時期，四牌樓以賣故衣聞名，在幾百米的馬路兩旁，有六七十間故衣店，佔了當時全市故衣店的91%。
民國十八年（1929年）廣州拆城牆建馬路，歸德直街擴建為中華中路，但五座牌坊依然立於馬路中間，每座相距二三十米不等，建築樣式大致相同，石柱、石幔、石梁、石匾等疊架而成，上有簷蓋。各牌坊的3個石門的寬度不等，中間一個較寬，可通過當時的中型汽車，兩邊的小門則可過人力車（黃包車）。
至民國卅六年（1947年），廣州市內汽車增加，不時發生有汽車撞擦牌坊的事故，市政府便作出遷移的決定，由廣州工務局花費巨資制定搬遷計劃。同年2月26日，廣州市工務局製定了一份《拆卸四牌樓及其安置支付預算書及估計表》，上面顯示五座石牌坊自北往南的排列為：盛世直臣坊、乙丑進士坊、承恩五代坊、奕世台光坊、戊辰進士坊。每個石牌坊的石料約為39立方米、重約105噸。其中乙丑進士牌由嶺南大學拆卸，其他四個由工務局處理。拆卸時，每個石構件都進行編號，因牌坊已經數百年風雨，部分石材出現鬆脆甚至斷裂，整個拆件步驟都十分小心。當時因缺乏現代化機械，搬遷過程艱鉅。
民國卅六年9月底，五座牌坊分別在新址復建完成。「粵東正氣 盛世直臣」坊和「總揆百僚 承恩五代」坊分別移到漢民公園（後曾被改為兒童公園，現南越王博物院王宮展區）的南門和西門。「奕世台光 熙朝人瑞」坊移至中山紀念堂北面觀音山（現越秀山）百步梯西入口，「戊辰進士」坊位於百步梯東入口。據考證，移建於百步梯兩入口處的兩個石牌坊，在1950年代初被新成立的中共當局拆毀；移建於漢民公園南門和西門的兩個石牌坊，在文化大革命中按當局「破四舊」的意思而被砸毀。

## 乙丑進士牌坊
乙丑進士牌坊則移至康樂園的私立嶺南大學（今中山大學廣州校區南校園），格蘭堂（現稱「大鐘樓」）西側，此因嶺南大學負責人認為該牌坊紀念的明代進士為官清正廉明，可激勵學子上進，故接納安置此牌坊。該校還把牌坊遷入校園落成之日定為大學的「勵學日」，讓學生學有目標。文革時牌坊被拆件毀壞，殘骸堆在校內馬崗頂。1990年代，有人建議重修該牌坊。香港嶺南大學校友會念及該牌坊曾是廣州嶺南大學原有一景，便由眾多校友合共捐資70多萬元，終於在1999年11月修復乙丑進士牌坊，置於校內惺亭西側。修復後的牌坊高10.37米，寬9米，基本上恢復了三間、四柱、五樓石的原貌。現存的額坊殘件上還可看到梁士濟、李覺斯等七位進士的名字。

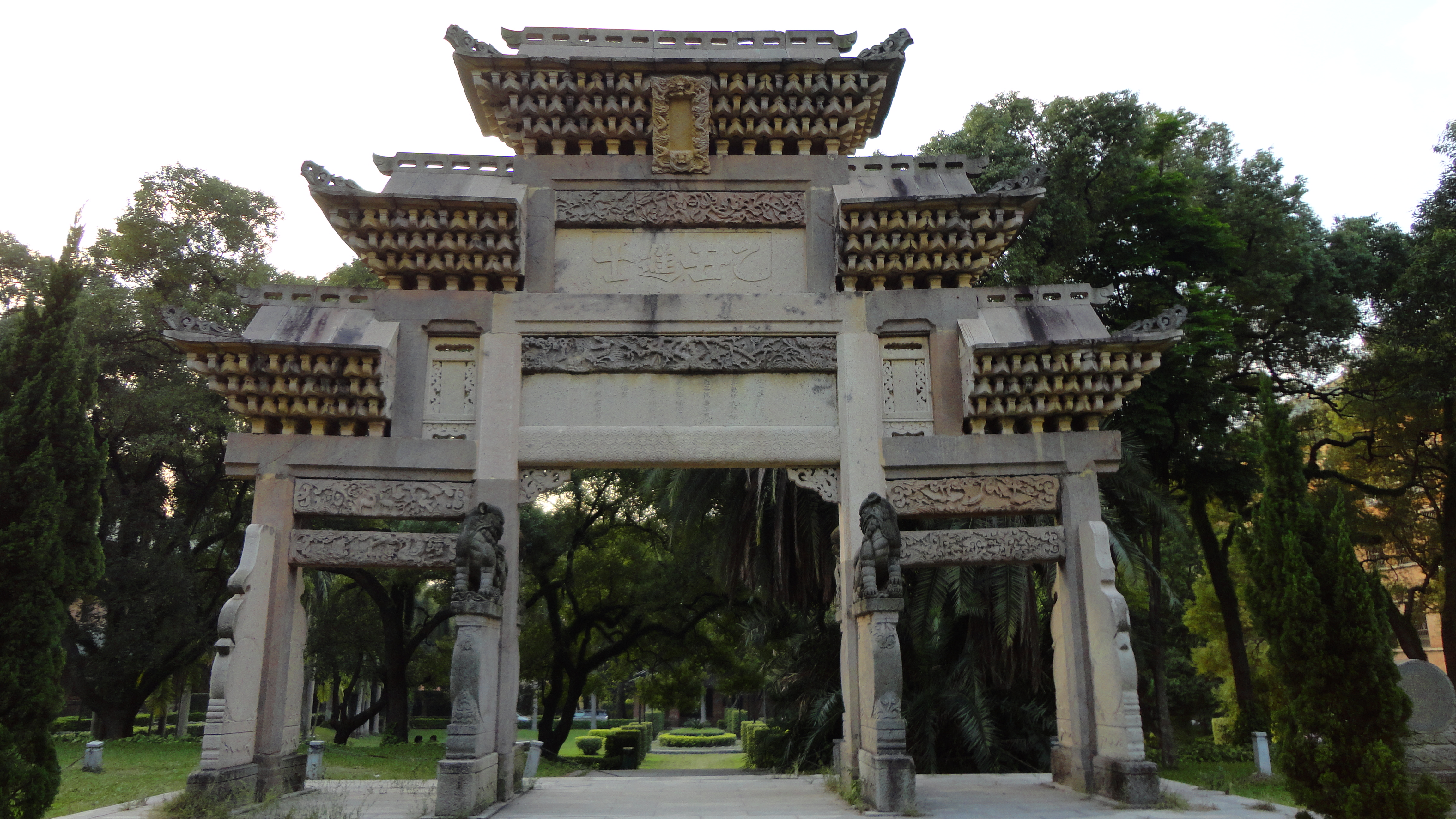
修復後的乙丑進士坊

中山大學重修乙丑進士牌坊記：（中山大學中文系教授黃天驥撰寫）
明天啟乙丑，粵梁士濟等七員，舉進士，乃建乙丑進士牌坊以彰之。原置市塵，與另三坊並，俗稱四牌樓。及交通日繁，反礙車馬，四十年代，嶺南大學請遷進士坊於康樂園，用標學術，兼勵來者。於是重壘石梁，安庠生色，後世事滄桑，牌坊委廢。去歲，我校為恢復康樂人文景觀，弘揚嶺南學術傳統，乃議重修。蒙嶺南（大學）學院董事會慨助所需，今進士牌坊，榕陰再矗，雖歷風雨，礎柱莊雄，洵證兩校一家，情重如磐雲。
四牌樓移出中華路後，馬路旁的巷子遗留“四牌楼街”这个名字。
中華人民共和國建政後的1951年，這段路被改名为解放中路。1994年，當局对解放路这条南北主干道进行拓宽，全部騎樓被清拆，而与路面平行的四牌楼街，也连同四牌楼一起成为历史。

## 俗语
广州人以含有数目字“一”至“十”的地名串成的顺口溜，分别为：一德路、二沙头、三元里、四牌楼、五仙观、六榕路、七株榕、八旗二马路、九曲巷、十甫路。